# Opius keralaicus
Opius keralaicus är en stekelart som beskrevs av Fischer 1996. Opius keralaicus ingår i släktet Opius och familjen bracksteklar. Inga underarter finns listade i Catalogue of Life.